# Scirpus rosthornii
Scirpus rosthornii är en halvgräsart som beskrevs av Friedrich Ludwig Diels. Scirpus rosthornii ingår i släktet skogssävssläktet, och familjen halvgräs. Inga underarter finns listade i Catalogue of Life.